# ディーブルク
ディーブルク (ドイツ語: Dieburg, ドイツ語発音: [ˈdiːbʊrk]) はドイツ連邦共和国ヘッセン州ダルムシュタット＝ディーブルク郡に属す市。同郡の東部に当たる旧ディーブルク郡の郡庁所在地であったこの街は、中級中心（工業・サービス・大学・学園都市）として、周辺地域（グロース＝ウムシュタット、バーベンハウゼン、エッパーツハウゼン、ミュンスター、レーダーマルク）の職場都市となっている。

## 地理

### 位置
ディーブルクはダルムシュタットから約15km東のヘッセン州南部のゲルシュプレンツ川の幅の広い渓谷に位置している。中低山地のオーデンヴァルトに連なる丘陵地であるディーブルガー・ラントがこの都市の南部から始まり、北部と西部は、ドライアイヒの森林地帯に連なる。地質学的にはゲルシュプレンツ川の圏谷に位置する。土壌は主に砂礫、砂、粘土といった堆積物からなっている。

### 隣接する市町村
ディーブルクは、北はミュンスター、東はミュンスターのアルトハイム地区、南東はグロース＝ウムシュタットのゼムト地区、南はグロース＝ツィンメルン、北西はメッセルと境を接する。

### 自治体の構成
ディーブルクには市区はない。ディーブルクはさらに分割される。ディーブルク東とディーブルク西の間の境界は、中心街の西にある同市最大の公園であるレーアパーク広場を貫いている。ディーブルク南とディーブルク北の境界はアシャッフェンブルク - ダルムシュタット中央駅間の鉄道路線である。

## 歴史
市域の入植は青銅器時代に遡る。
鉄器時代、この都市周辺はAuderiensier族の定住地であった。豊穣なディーブルク盆地は、西暦85年から90年頃に、ローマ帝国の高地ゲルマニアに編入された。125年頃には、MED...（以下不明）を首邑とし、現在の南ヘッセンにあたるCivitas Auderiensiumが設けられた。この新しく設けられた都会風の入植地は現在のディーブルクにあたり、そのフォルムはフランクフルト街道とアシャッフェンブルク街道の交差点にあった。重要なミスラ信仰の証拠を含む多くの偶像が発掘され、市立博物館で見ることができる。
200年頃にこの入植地は隆盛期を迎える。ローマ時代のディーブルクは都市機能を持ったVicusであった。農業に適した周辺地域には多くのヴィラ・ルスティカ（農場付き別荘）が設けられ、MED...の経済を支え、近隣のリーメスに駐留する軍隊を養った。
3世紀にはリーメスの外側に暮らしていたアラマンニ人がたびたび略奪のための襲撃を繰り返した。この集落は防御壁で安全が図られていたが、襲撃を阻止することはできなかった。260年から、ローマ帝国はライン川左岸地域にまで後退を強いられた。この都市の運命も中世初期まで闇に沈んだ。とはいえ、入植が連続して行われ、広い地域の開墾が進んだことはほぼ間違いない。貨幣の出土や、開墾の痕跡がそれを裏付けている。ローマ時代のフォルムの西側に建つ現在の巡礼教会は、その基本構造をローマ時代に造られた建物によっている。おそらくは、この地に残された、主にゲルマン人とケルト人からなるローマ時代の住人の一部が流入したアラマン人と混じり合ったと考えられる。
この地域をフランク族が征服した後、ディーブルクは近隣のグロース＝ウムシュタットとともに王領に組み込まれた。この入植地は、この時代に「アルテンシュタット」と名付けられ、巡礼教会周辺に固まった集落であった。巡礼教会は、遅くともカロリング朝時代、一説にはローマ時代には前身の建物が造られていたといわれるが、その建物の役割は明らかでない。この集落のメインストリート沿いには現在も「アルトシュタット」という地名があるが、これは中世ディーブルクの市壁外に位置する。

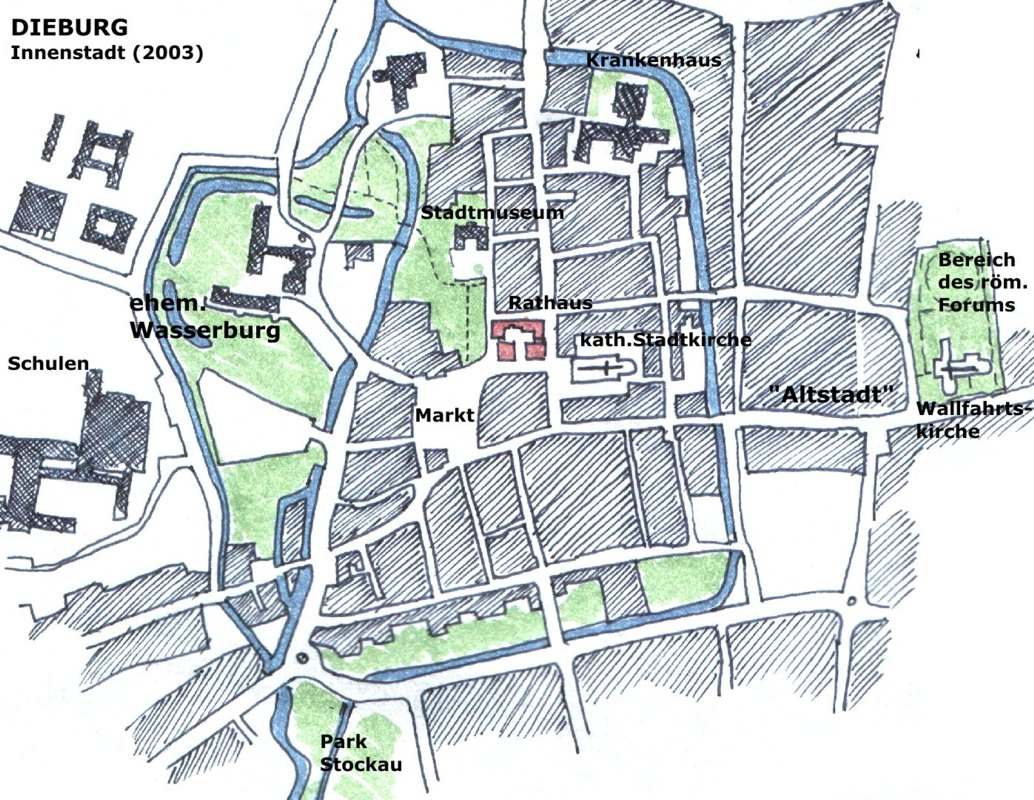
ディーブルク中心街の都市構造

中世都市ディーブルクは、1169年に「Castrum Dieteburg」として初めて文献上に記録されている。この都市は、ゲルシュプレンツ川の水城とアルテンシュタットの間に計画的に造られた都市であった。細かくメインストリートや路地が走り、濠を持つ市壁、城塞、市場、教区教会を持つこの都市の基本構造は、現在の都市構造からもうかがうことができる。この都市構造を手がかりにした最新の研究から、シュタウフェン家の王の一族がディーブルクを帝国都市とし、現在のライン＝マイン地方の支配基地に仕立て上げたことがわかってきた。その後この都市は急速にマインツ大司教との関係を築き上げていった。この中世都市が造られた後もアルテンシュタットは巡礼教会がある衛星都市として残された。巡礼教会は当時聖ペテロ＝パウル教会と呼ばれていたが、16世紀に市壁内の現在の市教会に守護聖人像が移され、アルトシュタットのこの教会は巡礼教会と改名されたのである。
"Diete"は古ドイツ語の"diot"="Volk"=「民衆」に由来するもので、この都市の名前は「民衆の都市」という意味である。
当時周辺の森をも包含するドライアイヒ御猟場の30のヴィルトフーベン（農民に分配された猟区）の一つがディーブルクに設けられていた。
中世のディーブルクはマインツ選帝侯領であり、近隣の所領を治める多くの貴族の館が設けられていた。フェッヒェンバッハ家の城館は市立博物館として、その庭園とともに保存されている。古い城塞はアルビーニ家によって城館に改造された。その後いくつかの拡張がなされた後、現在も郡当局の庁舎として利用されている。
1508年の灰の水曜日の宴に関する記述が、ディーブルクの謝肉祭に関する最初の記録である。
1525年のドイツ農民戦争により城館や領主の備蓄貯蔵庫が略奪された。暴徒化した農民達はオーデンヴァルトやマイン川のほとりで傭兵隊に殲滅された。16世紀中頃には住民のほとんどがカトリック信者であったが、1582年から1586年にプロテスタント信者が多数を占める市参事とカトリックの司祭の間で宗教上の衝突が起こった。
1600年頃、マルクト広場の中央にルネサンス様式の市庁舎が建設された（現存しない）。1606年から1613年にペスト禍にみまわれ、1596年から魔女狩りが盛んになった。

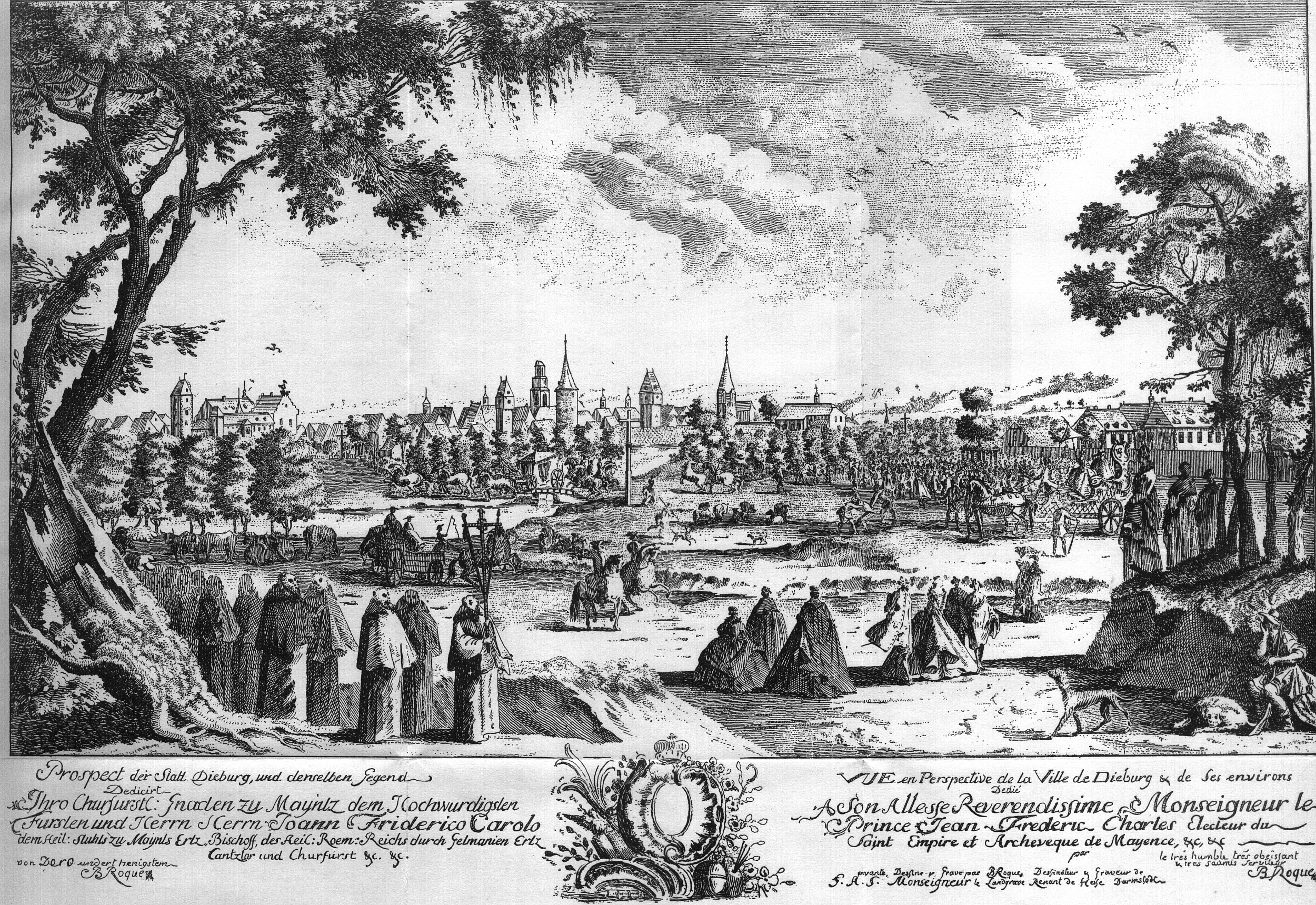
1700年頃のディーブルク

三十年戦争の際にはスペイン軍、プファルツ軍、バイエルン軍がこの街を通過した。この兵士らがペストを持ち込んだ。1622年にはプロテスタント軍の司令官エルンスト・フォン・マンスフェルトは無防備な衛星都市を略奪した。1626年から魔女狩りの第二波が興った。平和条約が締結された頃にはディーブルクは荒れ果てた姿になっていた。都市は半壊状態、フォアオルトは全壊、防衛施設は寸断され、人口はわずか500人程度にまで急速に減少した。この後、宗教の再建がなされ、巡礼が復興した（1675年）。新たに建設されたシュトッカウ城は広大な城館庭園（1699年）やフォッヒェンバッハ城（1717年）とともにディーブルクにバロックの壮麗さをもたらした。
ナポレオン戦争の時代にはフランス軍が何度もディーブルクに侵攻した。19世紀の初めにディーブルクはヘッセン大公領となり、プロヴィンツ・シュタルケンブルクに属すディーブルク郡の郡庁所在地となった。一時はディーブルク管区の本部所在地になった時期もある。1861年に建設が始まり1863年に完成したルートヴィヒ鉄道沿いに位置したことからディーブルクでも工業化が進んだ。約200社の手工業者が設立された。1895年にはドライアイヒ鉄道もこの街を通ることとなった。

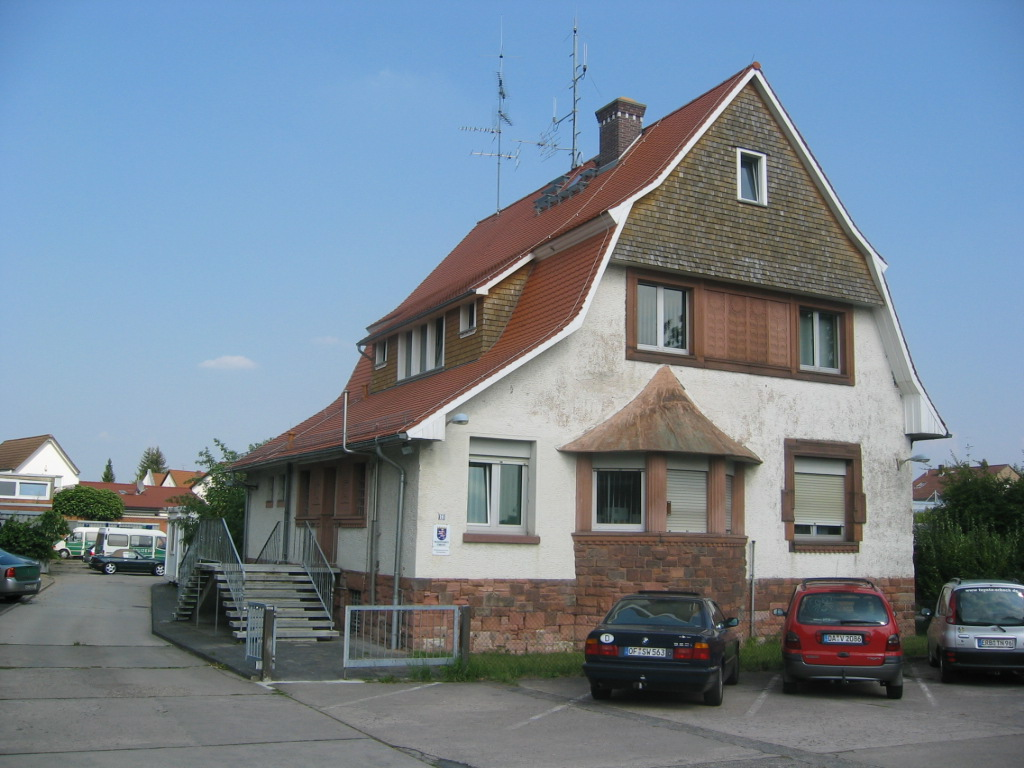
旧警察署

1977年にディーブルク郡はダルムシュタット郡と合併した。これによりディーブルクは郡庁所在地の地位を失った。ディーブルクに残された郡行政機関も2004年からダルムシュタットのクラニヒシュタイン区に移転を始めた。州政府の登記局、衛生局、教育局の撤退により、1900年からこの地域の中級中心となっていたこの都市の経済基盤は著しく低下した。こうして泡沫会社乱立時代に建設された2棟の記念建築物（旧区裁判所と旧警察署）が空き家となって遺された。2009年の初めまでには残りの郡行政部門もクラニヒシュタインに移転する。
少なくとも2014年までは、ディーブルクは大学都市でもある。ダルムシュタット専門大学 (h_da) のディーブルク・キャンパスがあり、特に経済学や情報科学の学生が学んでいる。

### ディーブルクの魔女狩り
1600年から1630年までの間にマインツ大司教領で1879人が魔女狩りの犠牲になったという記録が遺されている。ディーブルクでは約60人が火刑台で命を落とした。

#### ドラヒェ・ツゥ・ディーブルク 1603年
『ドラヒェ・ツゥ・ディーブルク』とはディーブルクの鐘突きで銅細工職人のロレンツ・ドラハのことである。この人物は1603年4月18日にマインツ選帝侯領内のアシャッフェンブルクで、他の男とともに四つ裂きに処刑された。彼が女房につきまとったとして街の男達が、彼は公の場で大司教の魔女狩りを批判したという中傷文書を書いたのだった。男達は、ドラハが大司教の殺害を計画していたとも申し立て、罪を着せた。
出典: Anton Praetorius, Gründlicher Bericht über Zauberey, 1613 Vorrede, S. 20 に専制政治と役所の恣意の例として記述されている。

#### 1626年以降の追求の波
1626年に選帝侯ゲオルク・フリードリヒ・フォン・グライフェンクラウが初めてディーブルクを訪れた際、住民から悪魔信仰の悪習を根絶するよう指令して欲しいと請願された。
ディーブルクには悪魔信仰が疑われる人物が多くいると民衆の噂になっていた。住民を沈静化するために魔女狩りが始まった。最初のターゲットはマルティン・パットの未亡人で、彼女の母親はその20年前に魔女として火あぶりに処せられた。1627年6月26日に尋問がなされ、7月7日処刑された。パット夫人が多くの人物を共犯者として「自白」したため、ディーブルク、ゼーリゲンシュタット、アシャッフェンブルクで一連の新たな魔女狩りが始まった。
拷問台で脅迫により引き出された自白で、アイヒヴァーゼン・バイ・ディーブルク、フーメスビュール、グローセ・フォーメルが魔女の集会所と名指しされた。
被告人フィリップ・クレーマーは尋問に対し、証人たちの証言はすべて間違いで、悪魔信仰は迷信ではないと供述した。これにより1627年9月6日に彼は首を斬られ、死体を焼かれた。
1627年にはディーブルクで36人が処刑された。司祭ラウベンハイマーのメモには83人の「悪魔」が記されている。
1629年11月には新たな魔女狩りが行われ、21人の被疑者とその家族が完全に根絶させられた。

## 行政

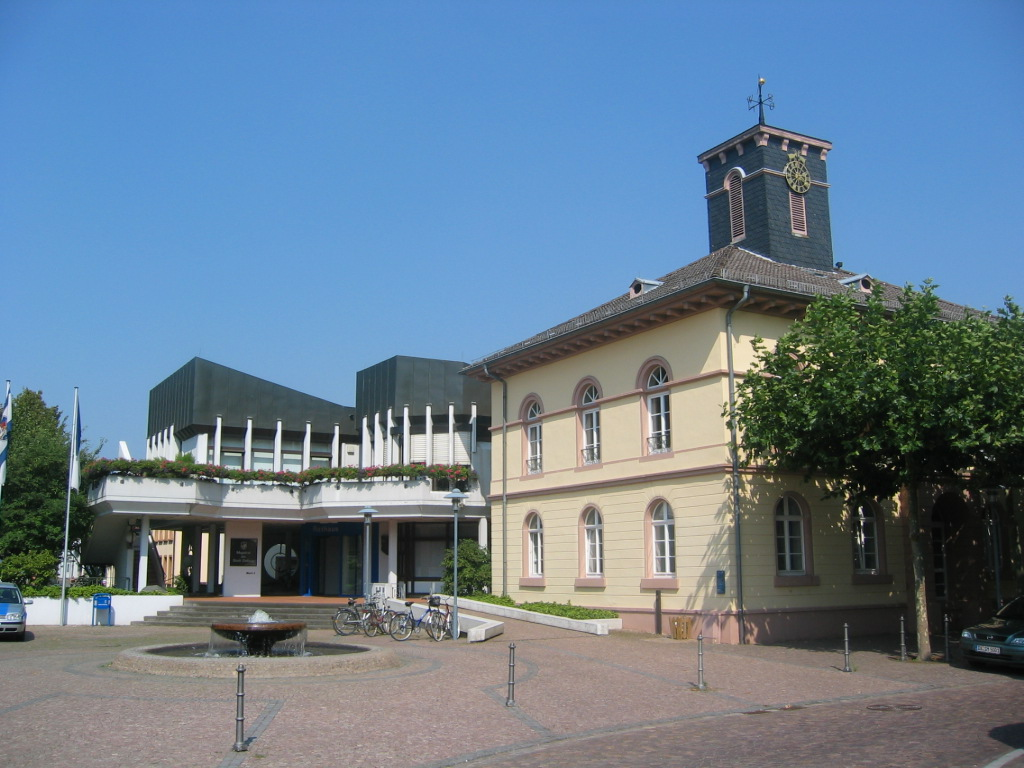
ディーブルク市庁舎

2017年8月9日からフランク・ハウス（無所属）がディーブルクの市長を務めている。彼は2017年3月12日に50.2%の票を獲得して市長に当選した。

### 市議会
ディーブルクの市議会は37議席からなる。議長はハラルト・シェーニヒ (CDU) である。

### 友好都市
- オーベルジャンヴィル（フランス、イヴリーヌ県）1975年
- フィーラウ(Vielau)（ドイツ、ザクセン州）1990年
- ムラダー・ボレスラフ（チェコ、中央ボヘミア州）1997年

## 文化と見所

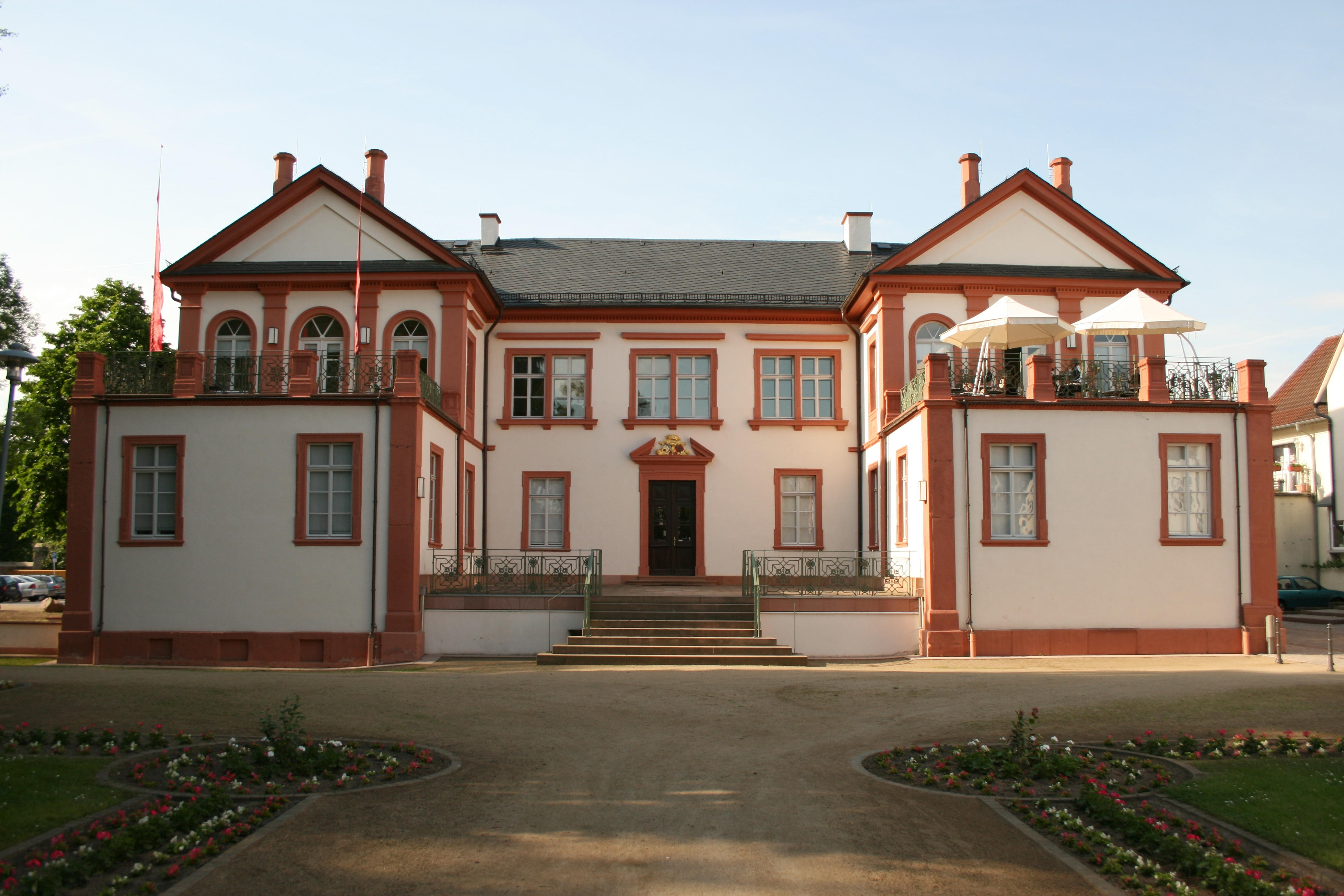
フェッヒェンバッハ城

数多くの木組み建築が保存されているディーブルクは街のアンサンブル全体が見所である。主要な建築は以下の通り。
- カプチン会修道院
- 中世の公衆浴場
- フェッヒェンバッハ城（郡立・市立博物館）

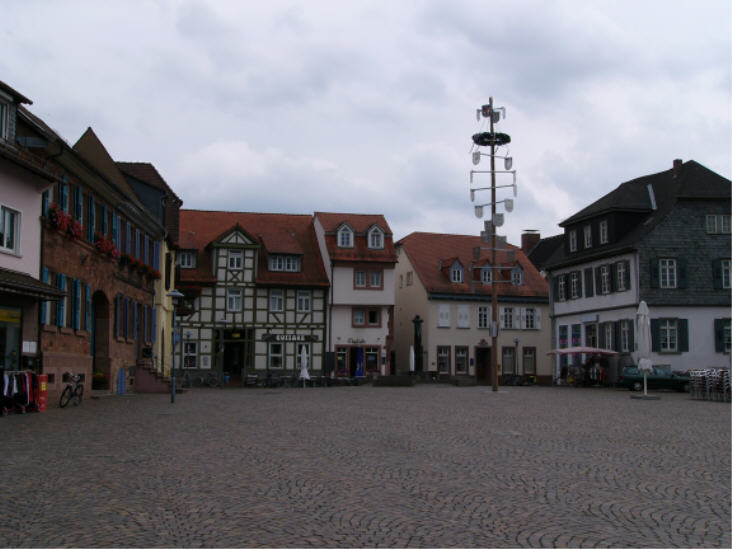
ディーブルク城趾
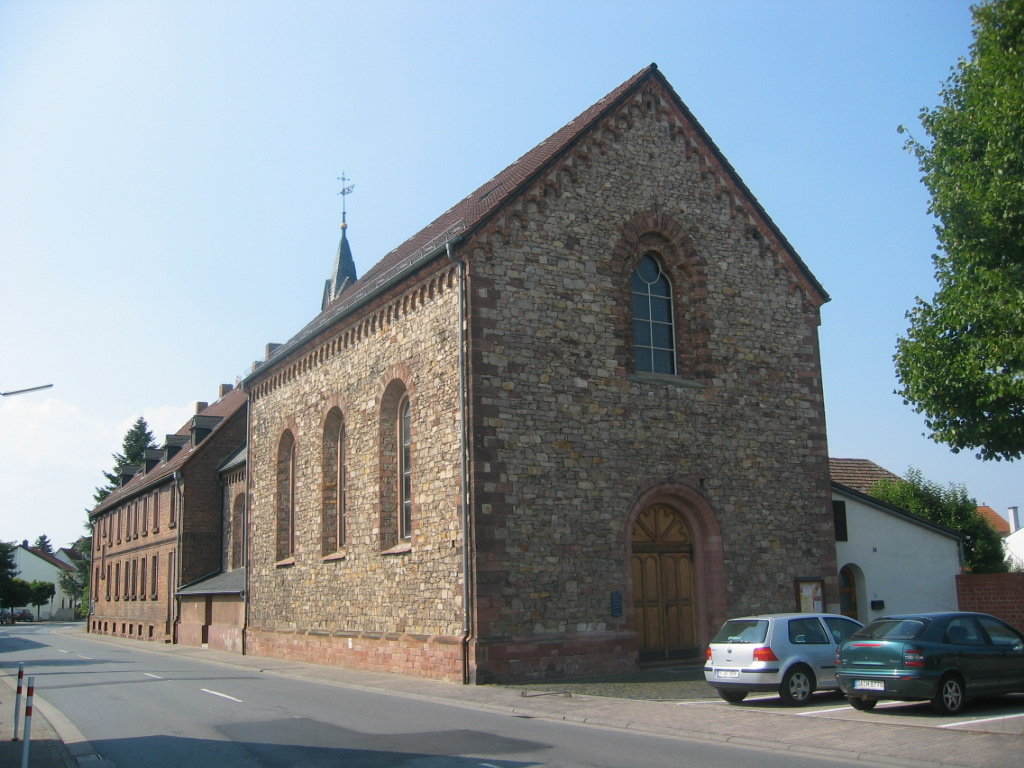
カプチン会修道院
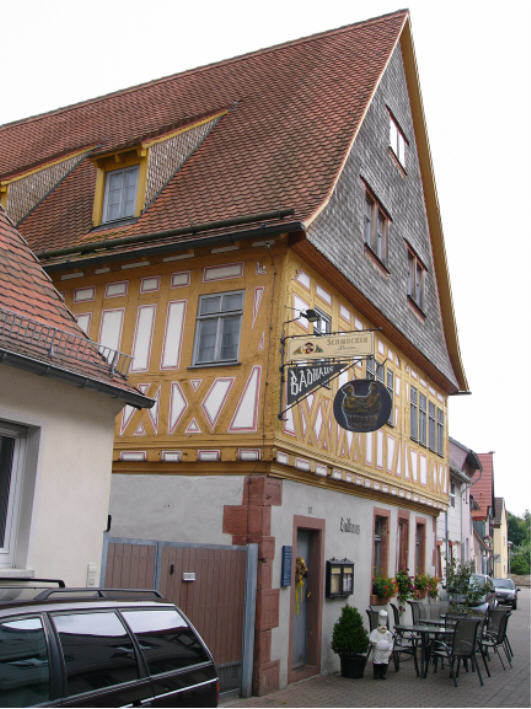
旧公衆浴場

- 城館庭園
- 巡礼教会とピエタ像
- 古典主義様式の市庁舎
- ヴォルフガングゼー（遊歩道）

- ディーブルクのマルクト広場
- カプチン会修道院
- 旧公衆浴場

### 年中行事

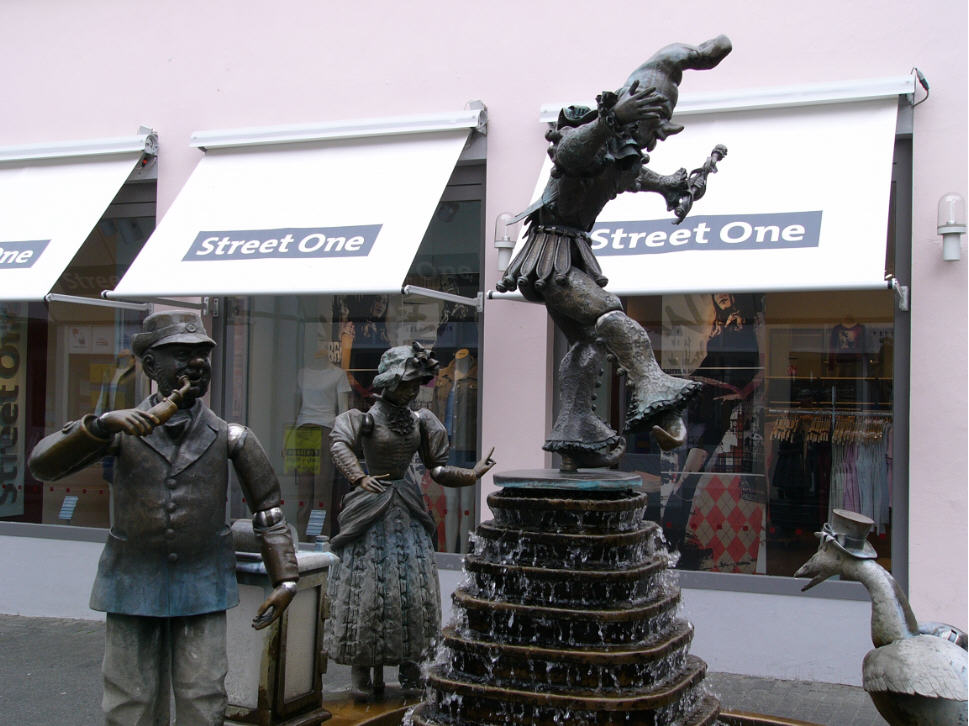
謝肉祭の泉

- 城館庭園祭
- ディーブルク・トラブレンターク
- マルティン市
- ディーブルクの謝肉祭
- 5月市
- トラフィック・ジャム・フェスティバル

### サークル
ディーブルクには数多くのサークルがあり、音楽やスポーツ生活の様々な分野をカバーしている。特に謝肉祭はディーブルクのサークル活動において特別な意味を持つ場である。

## 交通

### 鉄道
- ドライアイヒ鉄道 (KBS 647): ディーブルク - オーバー＝ローデン - ドライアイヒ＝ブーフシュラーク。オーバー＝ローデンでSバーン・ライン＝マインのS1系統オッフェンバッハ - フランクフルト市街 - ヴィースバーデン方面へ乗換え、ドライアイヒ＝ブーフシュラークではバート・ゾーデン行きのS3およびクローンベルク行きのS4系統（いずれもフランクフルト市内経由）へ乗換え。月曜日から金曜日は、通勤列車として、ディーブルクからフランクフルト中央駅まで早朝に3本、フランクフルト中央駅からディーブルクまで夕方3本の直通列車が運行されている。
- ライン＝マイン鉄道 (KBS 651): ヴィースバーデン - マインツ - ダルムシュタット - ディーブルク - バーベンハウゼン - アシャッフェンブルク。

駅舎は2005年に近代的なバスと鉄道の乗換駅に改築された。

### バス路線
- K67系統: ディーブルク - ゼムト - グロース＝ウムシュタット
- 671系統: ダルムシュタット - ディーブルク - グロース＝ウムシュタット - ヴィーベルスバッハ - ホイバッハ（エアバッハ/エーバーバッハ行きの鉄道に接続）
- 672系統: ダルムシュタット - ロスドルフ - グンデルンハウゼン - グロース＝ツィンメルン - クライン＝ツィンメルン - ディーブルク
- 674系統: ダルムシュタット - ディーブルク - ミュンスター - エッパーツハウゼン - オーバー＝ローデン
- 677系統（夜行バス）: ダルムシュタット - ディーブルク - バーベンハウゼン - シュトックシュタット - アシャッフェンブルク
- 679系統: ラインハイム - グロース＝ツィンメルン - ディーブルク - ミュンスター - エッパーツハウゼン - オーバー＝ローデン

### 歩行者専用区域

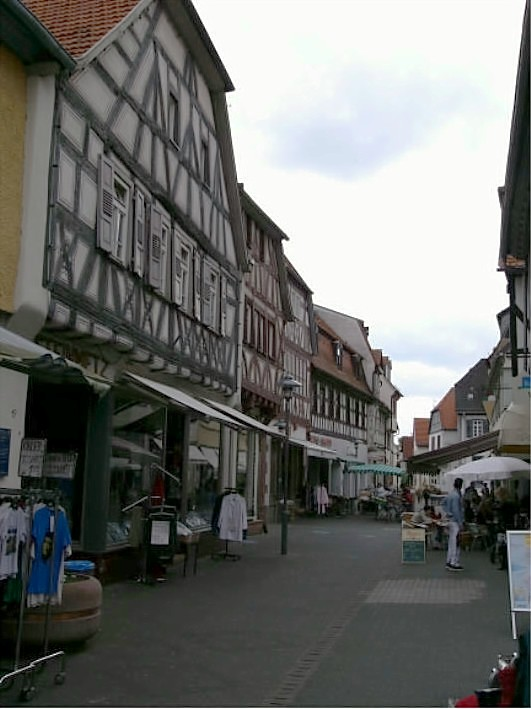
ツッカー通り

商店や飲食店が並ぶ旧市街中心部のツッカー通り（歩行者専用区域）は約400mの長さである。

### 駐車場
市街中心部には多くの駐車場があり、一部は有料である。駅前のパーク＆ライド駐車場の他に、連邦道B26号線のランプ沿いにもパーク＆ライド駐車場が計画されている。

### 遠距離道路
- 連邦道B26号線: 西のダルムシュタット方面ではアウトバーンA5号線とA67号線に接続する。東のアシャッフェンブルク方面ではA3号線に接続する。
- 連邦道B45号線: 北はB486号線およびA661号線経由でフランクフルト/オッフェンバッハ方面。南はミヒェルシュタット/エアバッハ方面。

B26号線とB45号線の4車線区間はかつてのアウトバーンA680号線とA683号線を利用している。

## 教育
20世紀後半の数十年間、ディーブルクはドイツ連邦郵便と密接な関係にあった。市の東端に専門大学を設立し通信技術のエンジニアが学んでいた。後に連邦が運営する郵便通信技術と遠隔通信技術の専門課程が追加され、新米の官僚教育に利用された。分割民営化後官僚教育の必要がなくなり、通信技術の需要も急速に減速していった。このため、この大学はダルムシュタット専門大学の外部施設として編入された（現 ディーブルク・キャンパス）
その他、ディーブルクにある主要な学校には以下のものがある。
- ダルムシュタット専門大学 (h_da) ディーブルク・キャンパス
- ゲーテ・シューレ: 総合学校
- アルフレート・デルプ・シューレ: オーバーシュトゥーフェンギムナジウム（9年制のギムナジウムの上級3学年）
- ラントラート・グルーバー・シューレ: 職業ギムナジウム

## 教会

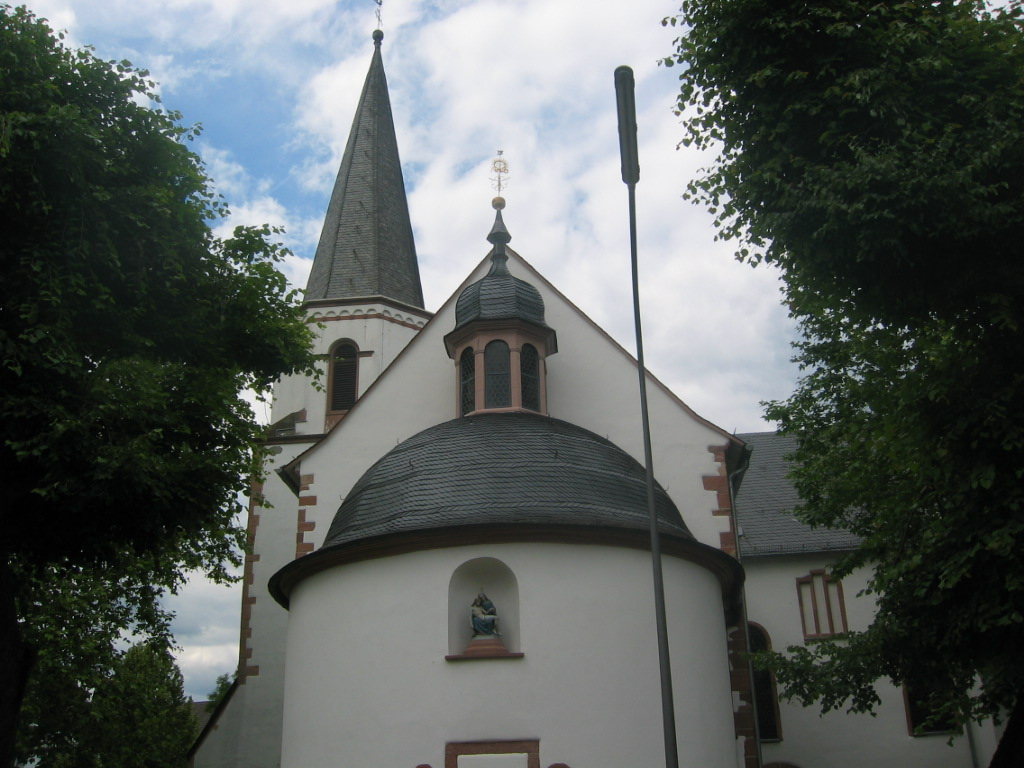
巡礼教会

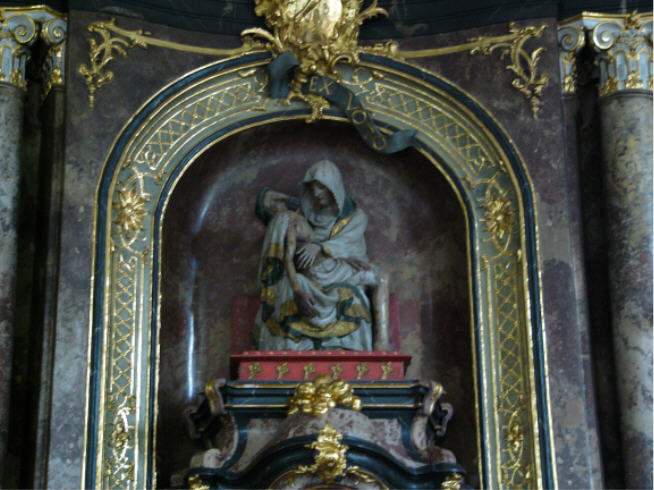
巡礼教会
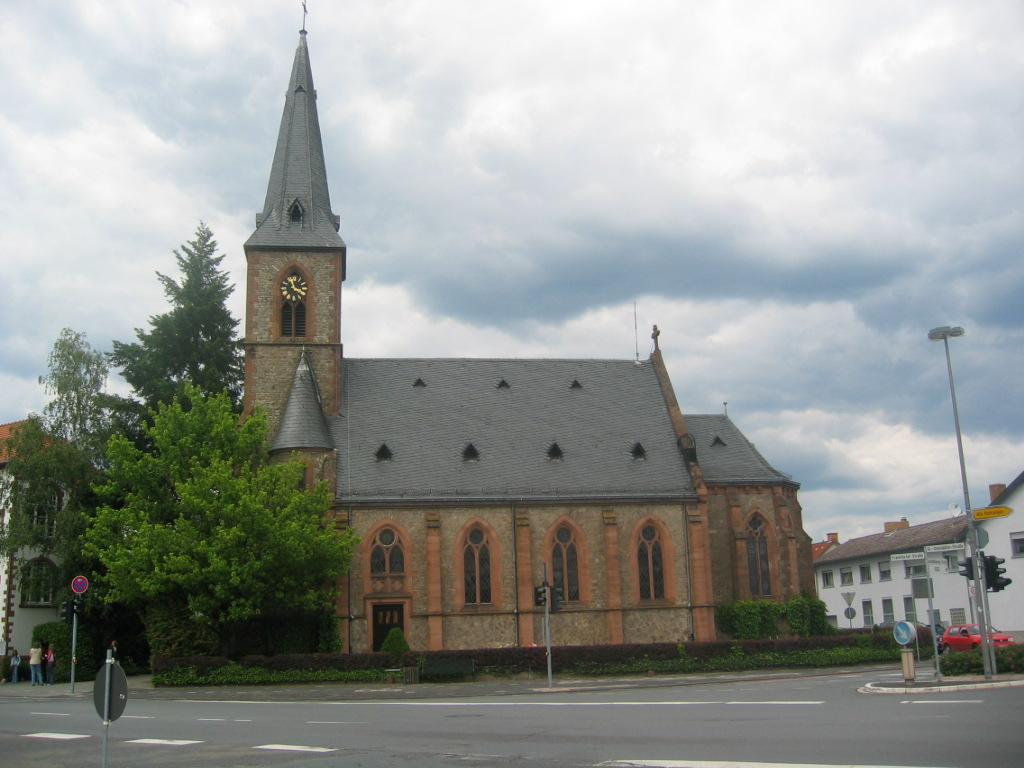
プロテスタント教会
- カプチン会修道院
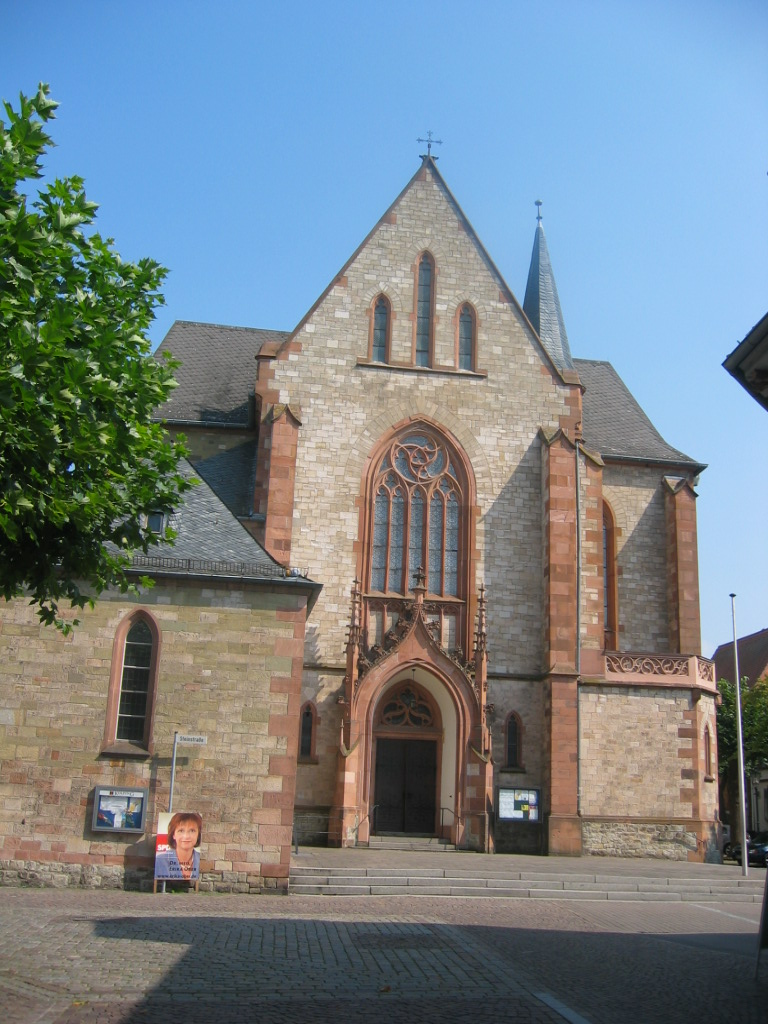
カトリックの聖ペーター・パウル教会
- カトリックの聖ヴォルフガング教会
- ロッフス礼拝堂（聖ロッフス病院内）
- 新使徒派教会

- 巡礼教会のピエタ像
- プロテスタント教会
- 聖ペーター・パウル教会

## 人物
- アルフレート・デルプ（1907年 - 1945年）反ナチスのイエズス会司祭。ディーブルクのゲーテ・シューレでアビトゥアを取得した。
- ハインリヒ・シュトルム（1920年 - 1944年）ドイツ空軍のエースパイロット。ディーブルク生まれ。
- ヨルグ・ロスコフ（1969年 - ）卓球選手。ディーブルク生まれ。
- マルヴィン・シュヴェーベ（1995年 - ）サッカー選手。ディーブルク生まれ。